# Stazione di Grotti
La stazione di Grotti è stata una fermata ferroviaria posta lungo la ex linea ferroviaria a scartamento ridotto Spoleto-Norcia, era a servizio della frazione di Grotti, nel comune di Sant'Anatolia di Narco.

## Storia
La fermata fu inaugurata insieme alla linea il 1º novembre 1926 e rimase attiva fino al 31 luglio 1968.

## Strutture e impianti
La fermata era priva di fabbricato viaggiatori era servita da una banchina. Il sedime del binario riattato a pista ciclabile.